# Freya Stewart
Freya Stewart (* 1964 in West-Berlin) ist eine deutsche Dramaturgin und Drehbuchautorin.

## Leben
Freya Stewart war in den 1980er Jahren in Berlin Teil verschiedener Künstlerkollektive und Bands. Unter anderem spielte sie Keyboard und sang Background Vocals in der mixed-media Künstlergruppe The Wonderful Guise, aus der auch der Tony-Award-Gewinner Stew und der Comic-Künstler Tony Millionaire hervorgingen. 1986 wanderte sie nach Los Angeles aus, wo sie als freie Journalistin für Print und Fernsehen arbeitete. Von 1999 bis 2001 studierte sie Drehbuch an der Deutschen Film- und Fernsehakademie.
Seit Mitte der 1990er Jahre arbeitet Stewart vor allem als Dramaturgin und Drehbuchautorin in den USA und Deutschland. Außerdem adaptierte sie mehrfach englischsprachige Serien für andere Märkte, wie z. B. Tschechien oder die Slowakei. Sie war unter anderem Chefautorin der Sat.1-Serie Klinik am Alex und Co-Autorin von Rainer Kaufmanns Tragikomödie Mutter kündigt (2021).
Freya Stewart lebt in Berlin und ist Mutter einer Tochter.

## Filmografie (Auswahl)
- 2005: Die Spur im Schnee
- 2008–09: Klinik am Alex (Fernsehserie, 27 Folgen)
- 2011: Küstenwache (Fernsehserie, 3 Folgen)
- 2012: Ein Sommer in den Bergen
- 2014: Die Hochzeit meiner Schwester
- 2017: Anne und der König von Dresden
- 2017/18: Senores Papas (Adaption einer TV-Serie für die Slowakei)
- 2018: Life is a Zoo (Entwicklung einer Fernsehserie in Prag)
- 2021: Mutter kündigt
- 2021: Notruf Hafenkante (Fernsehserie, Folge Wahre Liebe)
- 2024: Ewig Dein (Fernsehfilm)